# سانت آندرئو د یابانرس
سانت آندرئو د یابانرس (به اسپانیایی: Sant Andreu de Llavaneres) یک شهرستان در اسپانیا است که در بارسلون واقع شده‌است.

## خصوصیات
سانت آندرئو د یابانرس ۱۱٫۸۴ کیلومترمربع مساحت و ۹٬۷۴۵ نفر جمعیت دارد و ۱۲۵ متر بالاتر از سطح دریا واقع شده‌است.